# Dolaylı, Trabzon
Dolaylı là một xã thuộc huyện Trabzon, tỉnh Trabzon, Thổ Nhĩ Kỳ. Dân số thời điểm năm 2011 là 1.495 người.